# Altranstädt
Altranstadt (ou Altranstædt) est un quartier de la ville allemande de Markranstädt, situé en Saxe, près de Lützen. Il a été rendu célèbre par la paix (« le traité d'Altranstadt ») signée le 24 septembre 1706 entre Charles XII de Suède et Auguste II de Pologne durant la grande guerre du Nord. 

## Géographie
Le quartier est situé dans le bassin lipsien, à 15 kilomètres à l'ouest de Leipzig et à 11 kilomètres à l'est de Leuna. Il se trouve tout près de la frontière avec le land de Saxe-Anhalt.

## Historique

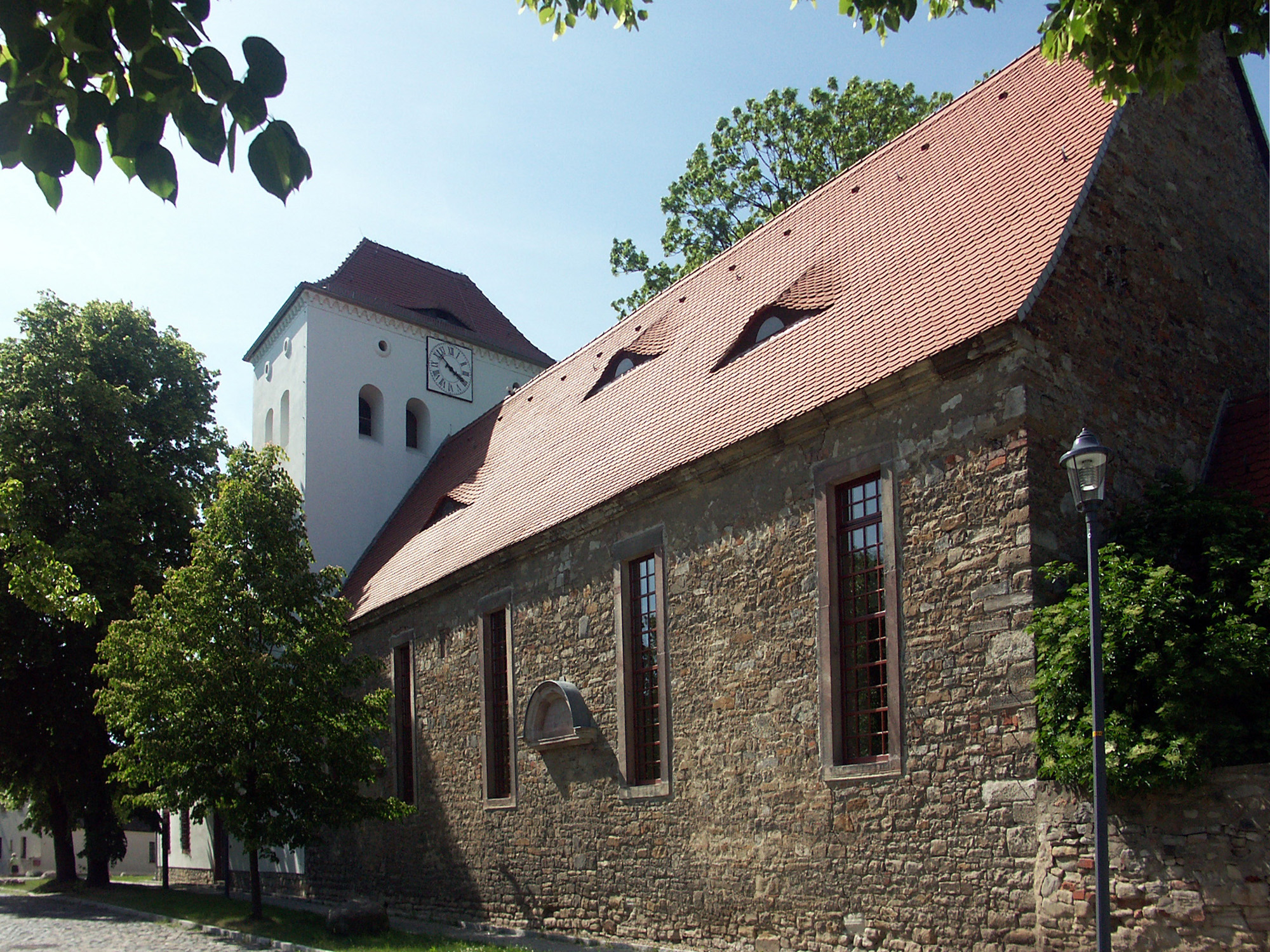
Église d'Altranstädt.

Le lieu d'Antiquum Ranstedte est mentionné pour la première fois dans un acte de vente à l'abbaye d'Altzelle en 1190. Une église paroissiale fut évoquée en 1206 ; la grange cistercienne a existé durant des siècles, jusqu'à la sécularisation par le duc Henri IV de Saxe, au cours de la Réforme, en 1540.
Le manoir d'Altranstädt fut reconstruit en château Renaissance vers 1620. Pendant la grande guerre du Nord, après la victoire suédoise à la bataille de Fraustadt, le roi Charles XII y installa son quartier en septembre 1706. Le 24 septembre, Charles XII et Auguste le Fort ont signé le traité d'Altranstädt en vertu duquel Auguste se vit contraint de renoncer à la couronne de Pologne, jusqu'en 1709, date à laquelle il fut rétabli par Pierre Ier de Russie. Le 1er septembre 1707, Charles XII passa un accord avec l'empereur Joseph Ier (Altranstädter Konvention)  garantissant ainsi la liberté de religion en Silésie.
Jusqu'en 1815, la commune d'Altranstädt faisait partie de l’Amt Lützen de l'ancien évêché de Mersebourg et du district de Leipzig au sein de l'électorat et du royaume de Saxe. Depuis le congrès de Vienne, elle fit partie de la Saxe prussienne (district de Mersebourg). En 1946 y vivaient 1 817 habitants. Le 1er juillet 1950, la commune d'Altranstädt fut intégrée à la municipalité de Großlehna ; le 1er janvier 2006, Großlehna a été intégrée à la ville de Markranstädt.